# Elección del Congreso General de la Nación de Libia de 2012
En Libia se realizaron elecciones para el Congreso General de la Nación el 7 de julio de 2012.Fueron las primeras elecciones desde el derrocamiento y muerte del gobernante Muamar el Gadafi un año antes, las primeras elecciones nacionales libres desde 1952 y solo las segundas elecciones nacionales libres desde que Libia obtuvo la independencia en 1951. 
Estos comicios originalmente se habían planeado para el 19 de junio, pero fueron pospuestos. Una vez electa, la Asamblea Constituyente elegirá un primer ministro, su Gabinete, y una Autoridad Constituyente; la misma estará a cargo de redactar una nueva Constitución de Libia. El proyecto constitucional se someterá a referéndum y, si resulta aprobado, seis meses después se celebrarán elecciones generales.

## Sistema electoral
El 1 de enero de 2012 se publicó un proyecto de ley electoral en el sitio web de la Alta Comisión Electoral Nacional (HNEC), tras lo cual se aceptaron comentarios públicos. El proyecto de ley proponía elegir a 200 representantes, de los cuales al menos el 10% debían ser mujeres, a menos que menos del 10% de los candidatos fueran mujeres. Se prohibió a los miembros del CNT y del gobierno de la Yamahiriya, entre ellos familiares de Muamar el Gadafi.

## Partidos
Entre los partidos que se considera participarán en el acto electoral cabe destacar: Partido Ansar Al Horria, Partido Democrático de Libia, el Partido Nacional Democrático de Libia, Tawasul, el brazo político de los Hermanos Musulmanes con el nombre Partido Justicia y Desarrollo, el brazo político del Frente Nacional para la Salvación Libia llamado Partido del Frente Nacional Libio y el Partido Socialdemócrata de Libia.

### Lista de partidos
- Alianza de Fuerzas Nacionales: liberal, islam moderado
- Partido Democrático de Libia: secularista, liberal.
- Encuentro Nacional por la Libertad, la Justicia y el Desarrollo: islamista, liderado por el influyente clérigo Ali al-Sabbahi, con vínculos con el Grupo de Combatientes Islámicos de Libia. Proclama que la constitución de Libia deberá basarse en la sharia.
- Partido de la Reforma y el Desarrollo: islamista, liderado por un antiguo miembro de los Hermanos Musulmanes.
- Partido Justicia y Desarrollo: nuevo partido de los Hermanos Musulmanes.
- Unión Constitucional Libia.
- Congreso Amazigh de Libia: representa los intereses de la minoría de bereberes.
- Alhaq and Democracy Party of Benghazi
- Partido Nacional libio
- Partido Nacional del Congreso libio (NCP)
- Partido Nueva Libia
- Partido Nacional por la Unidad de Libia
- Freedom and Development Party of Libya
- The Patriotic Reform Party
- National Solidarity Party
- The Libyan National Party
- Umma Party
- Justice and Democracy Party of Libya
- Libya Future Party
- Libyan Center Party
- National Democratic Assembly for Justice and Progress
- Libya Development Party
- Libyan Universal Party
- Democratic National Alliance
- New National Congress Party
- Tawasul Party
- Libyan National Democratic Party for Justice and Development
- Libya Our Home and Tribe Party
- Libyan Liberation Party
- Libya for All Party
- Unity Movement
- Democratic Youth Party
- National Democratic Assembly
- Wefaq Party
- Libyan National Democratic Assemblage
- Ansar Al Horria

## Resultados
| Partidos                                                                                   | Partidos                                          | Votos     | %      | Escaños |
| ------------------------------------------------------------------------------------------ | ------------------------------------------------- | --------- | ------ | ------- |
|                                                                                            | Alianza de Fuerzas Nacionales                     | 714,769   | 48.14% | 39      |
|                                                                                            | Justicia y Construcción                           | 152,441   | 10.27% | 17      |
|                                                                                            | Frente Nacional                                   | 60,592    | 4.08%  | 3       |
|                                                                                            | Unión por la Patria                               | 66,772    | 4.50%  | 2       |
|                                                                                            | Partido Nacional Centrista                        | 59,417    | 4.00%  | 2       |
|                                                                                            | Partido Wadi Al-Hayah                             | 6,947     | 0.47%  | 2       |
|                                                                                            | Asamblea Moderada Ummah                           | 21,825    | 1.47%  | 1       |
|                                                                                            | Autenticidad y Renovación                         | 18,745    | 1.26%  | 1       |
|                                                                                            | Partido Nacional por el Desarrollo y el Bienestar | 17,158    | 1.16%  | 1       |
|                                                                                            | Partido Al-Hekma (Sabiduría)                      | 17,129    | 1.15%  | 1       |
|                                                                                            | Autenticidad y Progreso                           | 13,679    | 0.92%  | 1       |
|                                                                                            | Partido Democrático Nacional Libio                | 13,092    | 0.88%  | 1       |
|                                                                                            | Alianza Nacional de Partidos                      | 12,735    | 0.86%  | 1       |
|                                                                                            | Ar-Resalah (El Mensaje)                           | 7,860     | 0.53%  | 1       |
|                                                                                            | Partido Joven Centrista                           | 7,319     | 0.49%  | 1       |
|                                                                                            | Libya Al-'Amal (Libya – La Esperanza)             | 6,093     | 0.41%  | 1       |
|                                                                                            | Partido Nacional Labaika                          | 3,472     | 0.23%  | 1       |
|                                                                                            | Partido Libio por la Libertad y el Desarrollo     | 2,691     | 0.18%  | 1       |
|                                                                                            | Arrakeeza (La Fundación)                          | 1,525     | 0.10%  | 1       |
|                                                                                            | Nación y Prosperidad                              | 1,400     | 0.09%  | 1       |
|                                                                                            | Partido Nacional de Wadi ash-Shati                | 1,355     | 0.09%  | 1       |
|                                                                                            | Al-Watan (Partido de la Patria)                   | 51,292    | 3.45%  | 0       |
|                                                                                            | Otros                                             | 218,562   | 14.72% | 0       |
| Independientes                                                                             | Independientes                                    | -         | -      | 120     |
| Votos válidos                                                                              | Votos válidos                                     | 1,484,723 | 84.13% | –       |
| Votos en blanco e inválidos                                                                | Votos en blanco e inválidos                       | 280,117   | 15.87% | –       |
| Total (participación: 61.58%)                                                              | Total (participación: 61.58%)                     | 1,764,840 | 100%   | 200     |
| Votantes registrados                                                                       | Votantes registrados                              | 2,865,937 |        |         |
| Fuentes: Libya Herald, Project on Middle East Democracy, High National Election Commission |                                                   |           |        |         |